# Kalush (grupo musical)
Kalush (estilizado como KALUSH) é um grupo de rap ucraniano formado em 2019. O grupo é composto pelo fundador e rapper Oleh Psiuk, o multi-instrumentista Ihor Didenchuk e o DJ MC Kilimmen. Didenchuk também é membro da banda eletro-folk Go_A.
A banda representou a Ucrânia no Festival Eurovisão da Canção 2022 e sagraram-se vencedores desta edição com a música «Stefania», do projeto de folk ucraniano batizado Kalush Orchestra.

## História
Kalush foi formado em 2019 por Oleh Psiuk e Ihor Didenchuck, juntamente com Daniil Chernov como MC KylymMen. A banda foi buscar o nome à cidade ucraniana de Kalush, de onde é natural Oleh Psiuk. Situada no sopé das montanhas dos Cárpatos, a localidade serviu de inspiração à banda, que só juntou o "Orchestra" em 2021. Ao trio original de músicos que compõem o grupo, o rapper Oleh Psiuk, o multi-instrumentista Ihor Didenchuk e o dançarino Vlad Kurochka, juntou-se o flautista Vitalii Duzhyk (que toca a tradicional flauta de madeira sopilka) e outros dois vocalistas, Tymofii Muzychuk e Oleksandr Slobodianyk.

### Festival Eurovisão da Canção 2022

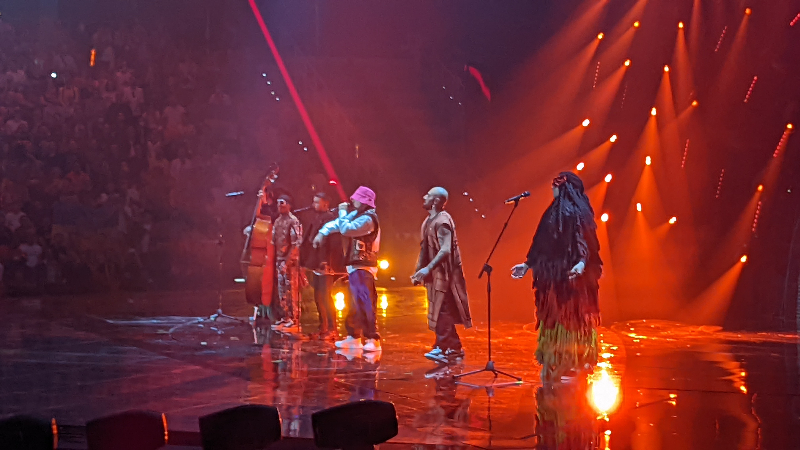
Os Kalush Orchestra no Festival Eurovisão da Canção 2022.

A Ucrânia saltou para a liderança das casas de apostas dois dias após a invasão da Rússia a 24 de fevereiro (a Rússia ficou fora desta edição numa decisão tomada pela União Europeia de Radiodifusão logo a 25 de fevereiro). O favoritismo da banda, no entanto, não se encerra no contexto de guerra pelo qual o país estava a passar, uma vez que o tema a concurso entrou no top 5 assim que o grupo foi anunciado como o representante do país na edição deste ano. Isto porque «Stefania» não foi a primeira escolha. O tema foi aliás o segundo classificado, atrás de Alina Pash, no concurso nacional que escolhe o representante da Ucrânia na Eurovisão. Mas a 19 de fevereiro, a delegação ucraniana anunciou que Pash já não seria a representante do país, depois de ter havido protestos devido ao facto de a cantora ter atuado na Crimeia em 2015, um ano depois de a Rússia ter ocupado aquela região.
O anúncio de que os Kalush Orchestra representariam o país na Eurovisão chegou a 22 de fevereiro, dois dias antes de começar a guerra. À data, o grupo de folk-rap ucraniano estava de regresso a casa, depois de ter terminado uma digressão pela Polónia e pela Ucrânia. No palco da Eurovisão, a banda incorporou o azul e o amarelo da sua bandeira ucraniana, juntamente com outros motivos decorativos que evocam tradições do país. Alguns dos membros dos Kalush Orquestra apresentaram-se com trajes tradicionais ucranianos históricos do início do século XX: Oleh, por exemplo, envergava um keptar (colete) Hutsul, com origem num grupo étnico das montanhas dos Cárpatos, e Tymofiy um traje completo com a mesma origem. O chapéu-panamá cor-de rosa de Oleh, a sua imagem de marca já, encerra a estética tradicional, dando-lhe um toque mais atual. Com a guerra, a banda teve de reunir uma nova equipa depois de terem perdido a maior parte dos técnicos e criativos, explicou o produtor Oleksii Zhembeovskyi ao The Economist. E como a Eurovisão não autoriza que sejam transmitidas quaisquer imagens políticas, não foi possível incluir imagens do conflito no cenário, o que não impediu a banda de agradecer, na primeira semifinal, por todo o apoio que tem sido dado à Ucrânia, e de pedir de ajuda para Mariupol e Azovstal, na final. Com a canção «Stefania», em homenagem à mãe do vocalista, os Kalush Orchestra conseguiram 631 pontos e sagraram-se vencedores da 66.ª edição da Eurovisão. Esta foi a terceira vez que a Ucrânia venceu o festival, a primeira foi em 2004 e a segunda em 2016, dois anos depois da anexação da Crimeia pela Rússia, com a canção de Jamala, 1944, sobre a deportação dos tártaros por Estaline.

### Pós-Eurovisão
Após a passagem pela Eurovisão, a banda anunciou que começariam a planejar uma digressão pela Europa para arrecadar fundos para as necessidades do exército ucraniano. Para além dos concertos, o grupo leiloou o troféu do evento por cerca de 837 mil euros, quantia que foi doada a uma fundação de apoio às Forças Armadas da Ucrânia.

## Membros

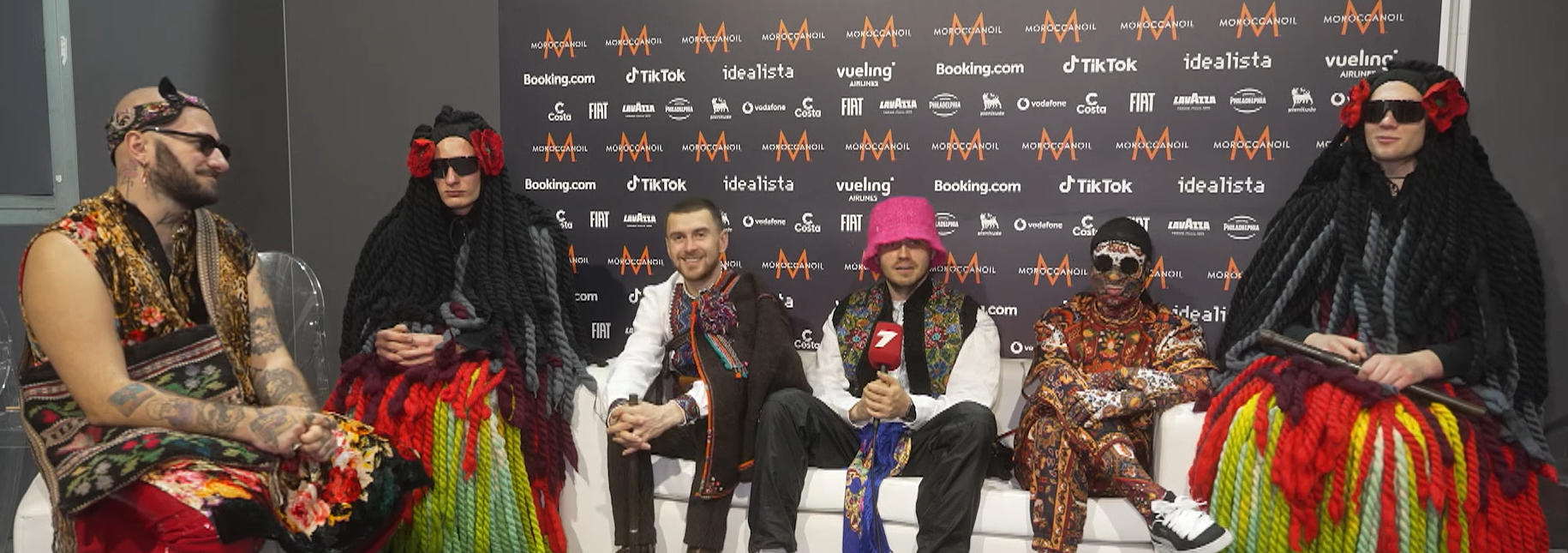
Kalush Orchestra em Turim, da esquerda à direita: Tab, Didenchuk, Muzychuk, Psiuk, MC KylymMen e Duzhyk

- Oleh Psiuk (2019–presente) – rap
- Ihor Didenchuk (2019–presente) – instrumentais
- Vlad Kurochka (2022–presente) – breakdance (MC KylymMen)

### Kalush Orchestra
- Tymofii Muzychuk (2021–presente) – vocalista, telenka (flauta ucraniana)
- Vitalii Duzhyk (2021–presente) – sopilka
- Sasha Tab (2022–presente) – corista

### Temporariamente ausente
- Daniil Chernov (2019–2022) – breakdance (MC KylymMen)
- Dzhonni Dyvnyy (2021–2022) – corista

## Discografia

### Álbuns
- "Hotin" (2021)

### EPs
- "Yo-yo" (2021)

### Singles
- "Ne marynuj" (2019)
- "Ty honyš" (2019)
- "Hory" (em colaboração com Al'ona Al'ona) (2019)
- "Kent" (2020)
- "Tipok" (2020)
- "Virus" (2020)
- "Vajb" (2020)
- "V trendi pafos" (2020)
- "Bimbo" (2020)
- "Takych jak ja" (em colaboração com Yarmak) (2020)
- "Zori" (2020)
- "Voda" (em colaboração com Yarmak) (2020)
- "Otaman" (em colaboração com Skofka) (2021)
- "Pirnaju" (com Stanislavs'ka) (2021)
- "Chalepa" (em colaboração com JuJu) (2021)
- "Dodomu" (em colaboração com Skofka) (2021)
- "Davaj načystotu" (em colaboração com Skofka) (2021)
- "Taksi" (com Chrystyna Solovij) (2021)
- "Chvyli" (com Jerry Heil) (2021)
- "Mala v 19" (2021)
- "Sleepwalking" (com Victor Perry) (2021)
- "Štomber bomber" (como Kalush Orchestra) (2021)
- "Kalus'ki večornyci" (em colaboração com Tember Blanche) (2021)
- "Sonjačna" (em colaboração com Sal'to Nazad & Skofka) (2022)
- "Majbutnist'" (com Artem Pyvovarov) (2022)
- "Stefania" (2022)

#### Singles em colaboração
- "Peremoha" (Okean Elzy em colaboração com Kalush) (2021)